# El Sobirà de Santa Creu d'Horta (Osor)
El Sobirà de Santa Creu d'Horta és una obra d'Osor (Selva) inclosa a l'Inventari del Patrimoni Arquitectònic de Catalunya.

## Descripció
És un conjunt d'edificis, formats per dues masies originals i diverses estructures adossades, situats en ple massís de les Guilleries, a uns 850 metres d'altitud. La seva estructura és complexa, però en destaquen el cos principal, la torre, la capella i els diferents cossos al voltant de l'antiga era, actualment una mena de plaça interior. Les façanes del mas són arrebossades i pintades de color blanc, a excepció de les cadenes cantoneres i els marcs de les obertures, que són de pedra ben tallada i escairada, bàsicament granítica.
La part original de la casa és de planta rectangular i té la coberta a quatre vessants. Consta de tres plantes i tres crugies. La planta baixa destaca per la porta adovellada de mig punt feta de grans blocs de granit escairats. A la dovella clau hi ha gravada la data de 1577. A banda i banda de la porta principal hi ha un finestral emmarcat de pedra a l'esquerra i dues finestres d'obra a la dreta. Al primer pis hi ha tres finestres, la central de les quals té un gran balcó i és més gran. La llinda de la finestra de la dreta conté la data de 1577 i la llinda de la finestra balconera central la llegenda "Joana Vilar (?) Sobirà", la data de 1578 i una decoració floral triangular a la base. El segon pis conté tres finestres quadrades emmarcades de pedra. El ràfec està format per tres fileres, dues de rajola plana i una intermèdia de teula.
La torre és de planta rectangular irregular i té quatre plantes. Les seves cadenes cantoneres presenten les fileres de pedra escairada de manera regular. Les llindes d'algunes finestres de la planta baixa i el primer pis contenen gravades les dates de 1704 i 1834. La part superior de la torre no presenta els carreus cantoners a la vista, sinó que, després d'una cornisa senzilla hi ha l'últim pis tot arrebossat. La coberta és de quatre vessants i el ràfec emergeix uns centímetres per mitjà de bigues de fusta.
La capella, dedicada a Sant Bernat de Claravall, és de planta rectangular i està coberta amb una volta de creueria. Consta de la capella i la sagristia, que també dona a l'interior de la casa, a tocar de la torre. Hi destaca la decoració dels murs, efectuada per Miquel Lapuja el 1693. És un parament de ceràmica que emplena tots els murs amb representacions del naixement i l'adoració dels reis, escenes del via crucis, escuts del casal (Sobirà i Planell), frisos de vaixells i escenes de caça. També hi ha un retaule barroc amb columnes salomòniques i multitud de decoració geomètrica i vegetal.
L'accés al mas es fa per una arcada que comunica la torre i la capella amb el cos la part esquerra de l'era. Al paviment del pati interior hi ha restes de rodes de molí fariner. A la part baixa del mas hi ha un Restaurant i a la part occidental, una font i una mina d'aigua, reformada el 1953, data situada en la porta de ferro forjat de la petita edificació de la font, de doble vessant a laterals.

## Història
És una antiga casa pairal del segle xvi, ampliada i reformada als segles xviii i xix, i restaurada al llarg del segle xx. Malgrat això, existeix documentació de la família des del segle xiii (1294).
La part més antiga de la casa i la part de la torre daten de 1577. Llavors es va produir la unió de dos masos, el Sobirà d'Amunt i el Sobirà d'Avall. La construcció fou encarregada per la viuda de Pere Sobirà, Joana Vilar. L'època de màxima esplendor del mas és des de finals del segle xvi i durant el segle xvii. Llavors, a base d'adquirir masos des d'època medieval fins al segle xviii, esdevingué un dels masos més rics i emblemàtics de tot el Principat de Catalunya, ja que la propietat era immensa. Fins i tot, sembla que en aquell temps, els propietaris podien anar a Vic sense sortir de les seves terres i boscos. Malgrat això, ha estat reformat i mantingut al llarg dels segles, sobretot el segle xix.
Els grans problemes dels habitants del mas han estat el bandolerisme i els plets. La principal font econòmica del Sobirà ha estat la fusta de castanyer, amb la qual es feien els cèrcols de les bótes i, actualment, les perxes per a mobles.
El 1609 fou consagrada i acabada de construir, per encàrrec de Bernat Sobirà, la capella dedicada a Sant Bernat de Claravall. Destaca la decoració de ceràmica de finals del segle xvii (1693) feta per l'artesà Miquel Lapuja (o Lapuya). Aquesta capella és privada però està oberta al públic un parell de cops a l'any.
Al rellotge de sol d'una de les parets de la casa hi ha la inscripció "no vadis i vés per feina". Un altre rellotge de sol, en un pati interior, recorda que: "jo sense sol i tu sense fe, cap dels dos valem res".
El llinatge original dels Sobirà es va extingir a principis del segle xviii (1716). La família Sobirà és coneguda des del 1294, i s'emparentà amb famílies destacades del país, com els Saleta i els Planell, aquests darrers, ciutadans de Barcelona i actuals propietaris. Actualment és propietat de la família Planell i una part del mas funciona com a restaurant.
El seu excepcional entorn natural ha cridat l'atenció de diversos directors de cinema com Joaquim Jordà, que han gravat les seves pel·lícules els darrers trenta anys.
Cal destacar la importància dels arxius familiars del Sobirà per a conèixer la història agrària i rural dels masos grassos i la societat dels segles XVI-XIX.
Existeix una dita famosa i coneguda sobre aquest mas, que junt a alguns altres, era dels més rics de la regió: "Si voleu saber qui són/ Els mes rics d'aquesta terra,/ Són el Noguer de Segueró/ El Sobirà de Santa Creu / I l'Espona de Saderra".